# Rubén Ríos (Míster Pachanga)
Rubén Ríos Rodríguez (Santiago de Cuba, 25 de diciembre de 1935), conocido por su nombre artístico de “Míster Pachanga”, fue un cantante, compositor, bailarín y pianista cubano, quien interpretó la primera pachanga en el mundo, de ahí su sobrenombre.

## Nacimiento y primeros años de vida
Nace por accidente en Santiago de Cuba en el barrio Vista Alegre, su padre Rubén Emilio Ríos, puertorriqueño de ascendencia chilena era un militar de la marina destacado en la base naval de Guantánamo y su madre era la cubana nativa de Pinar del Río llamada Mercedes Rodríguez Díaz a quien siempre llamó cariñosamente “Titía”.
A los 4 años, cuando sus padres se separan, se muda con su mamá para La Habana. Residió en Marianao, y después en el reparto Poey de Arroyo Naranjo, pero desde los 12 años pasó a residir a Guanabacoa, en el Pasaje Hernández colindante a los famosos manantiales de Lobatón, donde estaban viviendo sus abuelos maternos. Su mamá se casa posteriormente con Eduardo Coffignni, quien lo cría con esmero y cariño, por lo que lo consideró como un padre de verdad y al que llamó «Titío».

## Estudios
Se graduó con muy buenas notas, de Sexto Grado a los 12 años, e inmediatamente matriculó en la Escuela de Artes y Oficios de La Habana, que por su corta edad solo le permitieron que asistiera en calidad de «oyente», que, al cumplir sus 14 años, le acreditaron todos los trabajos en su expediente retroactivamente. Allí tuvo la oportunidad de instruirse en materias difíciles como Química Industrial y aprender un poco de música, teoría y solfeo, aunque ya desde más pequeño había cantado en los coros de las escuelas, ahora cuando tenían pequeños actos artísticos, cantaba como solista, generalmente, canciones patrióticas, o de cuerda lírica, como Granada, Quiéreme mucho, Siboney y populares, como Tú que has hecho. Por supuesto, el Himno Nacional de Cuba, y otros temas de moda entonces.
Posteriormente cursó el bachillerato en el Instituto de La Habana, estudiando paralelamente en la Universidad de La Habana, donde llegó a graduarse de Filosofía y Letras. En ese tiempo del bachillerato ya trabajaba como cantante.

## Debut como cantante aficionado
Antes de cumplir los 15 años a finales de 1950, estando en la escuela de Artes y Oficios, se escapaba para ver el concurso de aficionados en CMQ Radio llamado «El show de la mañana», que animaban, Jesús Alvariño y Germán Pinelli. Un día una alumna llamada Nieves Linda que sabía de su afición al canto, lo inscribió en el concurso sin que él lo supiera, y cuando dijeron su nombre, se sorprendió mucho y por supuesto, tembló de miedo. El pianista acompañante de ese día era el que fuera muy renombrado maestro Rafael Somavilla, que al preguntarle ‘qué iba a cantar’, de lo único que se acordó fue de una canción de moda, que cantaba el artista mexicano Fernando Fernández titulada «Mi dulce querer». No sabe cómo cantó, pero por aplausos ganó el primer premio.
Este debut en público tan accidental como su nacimiento le hizo saborear el primer éxito, motivándolo para continuar en esa carrera, por lo que tuvo que esforzarse en estudiar más, al mismo tiempo comenzó a cantar, primero gratis para darse a conocer y después profesional.
Tuvo la suerte de conocer al pianista y maestro Candito Ruiz, considerado entre los mejores ‘repertoristas’ cubanos. Fue cuando se presentaba en audiciones en la planta radial RHC-Cadena Azul, de Amado «El Guajiro» Trinidad Velazco que, en el ensayo de la prueba, fue acompañado por el respetado pianista y compositor, pero de nada le valió porque ni siquiera llegó a los finales, ni a presentarse en los programas de aficionados de esa gran potencia radial, donde tantas estrellas internacionales dejaron sus huellas con sus voces. Candito Ruiz, además de muy talentoso compositor y pianista acompañante, era muy generoso y viendo en Rubén un diamante en bruto, pero con pocas posibilidades económicas, le impartió clases gratuitamente moldeando su estilo y fraseo, que más tarde lo hicieran inconfundible a lo largo de su carrera.
Después de un breve tiempo y con más preparación y valor, porque se sentía más seguro, se presentó en otra competencia de canto, en la última Corte Suprema del Arte dirigida por José Antonio Alonso, en donde se convirtió en «Estrella Naciente», de la emisora llamada Radio Mambí. Al convertirse en «Estrella Naciente» en un programa competitivo de una emisora radial, se le abrieron muchas puertas.

## Vida profesional
Recién cumplidos los 15 años comienza su carrera artística profesional, por lo que para poder trabajar y seguir estudiando se tuvo que mudar para el centro de la capital, a una habitación en un cuarto piso (el último), en un edificio en la calle San Lázaro casi esquina a Galiano.
En Radio Mambí compartió programas con cantantes que llegaron a ser de los mejores de Cuba. En breve tiempo conoció en persona a Rita Montaner la más importante artista cubana de ese momento, a la que había admirado desde muy niño, no por gusto apodada «La Única» quién lo adoptó como su ahijado en el arte.

## Primera presentación bajo contrato en un centro nocturno
En ese mismo tiempo comenzaron a solicitar sus presentaciones y fue contratado para el show de Monte Casino Night Club, un pequeño, pero muy elegante centro nocturno.
Donde comenzó formando una agrupación vocal junto a otros nuevos cantantes que habían nacido también en Radio Mambí: Gerardo Marín, Cary Fernández, y una cantante llamada Elsa. Pero después de que terminaran el primer fin de semana, por problemas de costos, al único que se dejaron cantando allí fue a Rubén. El encargado del espectáculo apodado ‘El Chino’, lo llamó para que trabajara a prueba y a “cooperativa”,(lo que en aquellos tiempos quería decir, que se trabajaba por lo que supuestamente las empresas recaudaban el fin de semana o mes, dependiendo del arreglo de cobro, aunque por lo general siempre decían al contratado que habían recaudado mucho menos de lo que en verdad habían ganado, o sea, era trabajar sin un sueldo fijo) y ganó por 7 días de trabajo, con 2 shows diarios, la cantidad de $2.30.
Como Rubén se negó a seguir trabajando casi gratis y a ellos les interesaba que continuara porque el público lo solicitaba, fue llamado por los mismos dueños Ramón «Mongo» Ruiz Sánchez casado con Fina Bujones (hermana de la muy popular actriz y cantante Minín Bujones y del administrador del Monte Casino Fernando Bujones, padre del que llegó a ser primer bailarín, Fernando Bujones, primer estadounidense en ganar la famosa competencia internacional de Ballet en Varna, 1974).
Y para continuar Rubén exigió $3.00 diarios, pero a los seis meses lo sacan según ellos «porque estaba muy visto», pero rápidamente lo vuelven a llamar porque el público lo solicitaba, y entonces Rubén exigió le pagaran $4.00 al día, y así se repetía cada cierto tiempo la misma situación, hasta que finalmente llegó a ganar $8.00 diarios. Lo que representaba un gran salario para un artista de cabaret sin un gran nombre radial o televisivo en esa época. Allí se mantuvo actuando alternativamente por casi 7 años.
Pero también actuó en un cabaret llamado Centerway que estaba cerca del famoso Alí Bar; en el cabaret Colonial que quedaba en los muelles de La Habana; en otro muy modesto frente a la estación de ferrocarriles de La Habana llamado Tania Bar, que casualmente en estos tres últimos compartió escena con Juana Bacallao la vedette más humorística cubana, reconocida como una ¨Show Woman¨. Y también había estado recorriendo pueblos rurales por Pinar del Río.
Todavía estudiaba en la escuela de Artes y Oficios desde las 7 de la noche hasta las 11 p. m., y las 12 a. m. se iba a trabajar, y dormía toda la mañana. Solo los domingos de madrugada iba a su casa en Guanabacoa, después de terminar de trabajar en Monte Casino.

## Actuaciones como bailarín en el cabaret Tropicana de La Habana
Como el empleo de cantante no era constante, siempre aprovechaba todas las oportunidades que se le presentaban para ganar dinero y aprender, relacionándose con el gremio, y como era buen bailador asistía a las audiciones que pidieran bailarines, así trabajó en el Teatro Martí en una coreografía de un popular coreógrafo de la raza negra llamado Armando Borroto, junto con Floriana Alba, Naty Alfonso, Aidita Artigas, y otras figuras.
Al poco tiempo, cuando el famoso cabaret Tropicana fue remodelado, que contrataron en 1952 al que fuera considerado el mejor coreógrafo de cabaret Roderico Neyra “Rodney”, el mismo contrató a Rubén como bailarín corista para una producción musical, por supuesto, después de pasar las rigurosas audiciones. En Tropicana pagaban muy bien, pero Rubén quería seguir su carrera como cantante, y hasta que no fuera reconocido no le permitirían entrar al show como cantante.
Después, en 1957, volvió a trabajar con Rodney que era el coreógrafo de la película Yambaó, coproducción mexicana-cubana, con participación norteamericana, realizada por el director mexicano de origen alemán Alfredo B. Crevenna (1914-1996) y filmada en su totalidad en Cuba. Rubén solo actuaba como extra por el dinero que ganaría y no por el ego artístico con el que no se comía, ni se come.
Pocos años más tarde, en México y New York fue el cantante principal del show de Tropicana con Rodney como director artístico. Trabajar en Tropicana era la máxima aspiración de todos los artistas cubanos y también de los extranjeros que visitaban a Cuba, por eso quienes lo han logrado, lo mencionan con orgullo.
Siendo bailarín Rubén sufrió un accidente laboral del que muy poco ha comentado. Fue a los 22 años, estando trabajando como bailarín del coro de una producción del coreógrafo y bailarín Henry Bell en el antiguo Teatro Blanquita (rebautizado varias veces como Chaplin y después Karl Marx), con la participación de figuras muy conocidas del momento. Era un espectáculo de una fundación que pertenecía a Marta Fernández Miranda de Batista, primera dama, para hacer entrega de un juguete el Día de los Reyes Magos a los niños cubanos más desvalidos. En medio del baile uno de los bailarines sacó el pie en el momento que Rubén pasaba junto a él, que al dar el traspié cayó precipitadamente en el piso. Rápidamente se levantó con una vuelta y siguió bailando que el público creyó que era parte de la coreografía que hasta lo aplaudieron, y fue felicitado por su director de escena, pero las consecuencias del impacto las sufrió después. Estuvo más de un mes sin poder caminar y padeciendo durante el resto de su vida porque le afectó a su columna vertebral.

## Amistad de Rubén Ríos con Davidson creador de La Pachanga
Cuando aún Eduardo Davidson era casi desconocido como compositor y artista, comienza su amistad con Rubén Ríos. Se lo presentó Bebo Álvarez, productor y asistente del maestro Ernesto Lecuona, que recientemente había producido una pieza teatral experimental llamada «Las rameras de las islas», en el Teatro Arena llamado Teda, en el Vedado, exactamente en La Rampa, una adaptación de la historia original «The Sady Thompson History», dirigida por el reconocido actor y director Mario Martín (Holguín, Cuba, en 1932 – Miami, 18 de noviembre de 2016) donde Rubén además de actuar y cantar, había escrito varias de las canciones que interpretaban en dicha obra.
Inmediatamente Davidson le dijo que le interesaría mostrarle algunas de sus obras musicales, a lo que Rubén aceptó cortésmente y Davidson comenzó a cantar a ‘capella’, alguno de sus números, pero uno en particular lo impresionó muchísimo, el titulado «La hora de pecar». Sabiendo que esa canción era idónea para su actuaciones en el cabaret y que no se la iban a permitir radiar jamás, porque en esa época existía la Comisión de Ética para la Radio y la Televisión (CERTV) impuesta por Asociación de Anunciantes, dirigida por Juan José Tarajano y todo lo que saliera al aire tenía que ser supervisado por su oficina, para que no hubiesen palabras fuera de tono, y no solo el título de esta canción estaba predispuesto a la censura, también la letra lo era mucho más.
Rubén montó esa canción que tanto le había gustado junto con su pianista acompañante, nada menos que Aida Esther Manfugaz, una de las mejores ejecutoras del instrumento de ese momento que lo mismo interpretaba a los clásicos que la música popular, proveniente de una familia llena de músicos, donde cuatro hermanas habían estudiado con su madre, siendo su hermana Zenaida Manfugaz la más famosa internacionalmente conocida que se encontraba becada en España en ese momento.
Y el sábado siguiente Rubén tuvo la suerte de interpretar la primera canción que se diera a conocer de Eduardo Davidson, quien presenció en persona el estreno donde recibió una ovación de todo el público de pie y Davidson emocionado se levantó de su mesa y fue a abrazar a Rubén pronunciando algunas palabras a su favor, y desde ese día se convirtieron en verdaderos hermanos, que hasta su señora madre Doña Lina Cuza, llegó a tratarlo como un verdadero hijo.
Davidson comenzó a ser grabado por los cantantes ‘vitroleros’ de moda, pero nunca olvidó que fue Rubén el primero que se atrevió a cantarle un tema en público, lo que contribuyó a que más adelante Rubén pudiera entrar como artista exclusivo de CMQ- Radio y TV, y contribuyera a que le grabaran por primera vez, lanzando a Rubén a la fama con su nuevo ritmo «pachanga» que le valió el sobrenombre de “Míster Pachanga”.

## Primeras giras internacionales
En el año 1955 se fue a Bogotá, Colombia, con la orquesta de Charles Abreu. y
A finales del mes de abril de 1958, viajó a la República Dominicana, por la gestión de Casandra Vélez, una simpática artista quien tenía allí grandes conexiones, y le consigue un contrato para actuar en el Hotel Embajador, el Hotel Jaragua, en La Feria del Turismo, en el Típico B, en el Típico Najayo, en El Recreo del Turismo, más una gira por el interior; en el Bar El Curro Prieto, de Santo Domingo, en un show con los excéntricos Gusapita y Telescopito, la bailarina criolla que llamaban El Super Pollo 58, la pareja de bailes Betty y Rubén, y como animador Bobadilla Rivera.
La pareja de bailes Rubén y Betty, a la que anunció la prensa por error como Remys y Rubén, estaba formada por Rubén Ríos que actuaba cantando y bailando con una novia que tenía en ese momento llamada Berta Machado.
En el espectáculo del Recreo del Turismo, lo abría la orquesta dirigida por el músico pianista dominicano «Papá Molina», después dentro de la producción, salían «Azuquita y Kuky» que era una pareja de bailes dominicanos que se encontraban de regreso de una exitosísima gira desde Venezuela formada por Olga Vido y Tony «Catumbo».
Cuando Rubén regresa a Cuba de Santo Domingo es que Eduardo Davidson lo impulsa a comenzar en la cadena CMQ, abriéndole las puertas al éxito.

## Primera oportunidad para cantar en CMQ Radio-TV y primera grabación discográfica
A su regreso a Cuba de la gira por el exterior, Rubén solo era conocido en el ámbito de los clubes nocturnos habaneros, aunque ya había actuado en canales de televisión de Gaspar Pumarejo y programas de radio en La Habana que no tenían alcance nacional. Muy poco después, una noche se encuentra con su amigo el compositor Eduardo Davidson, que ya había tenido algunos logros con sus composiciones grabadas por artistas de la discográfica Panart, y escribiendo radionovelas con mucho éxito como «Ayúdame, Dios mío» y «El Batey de las Pasiones».
Davidson en ese momento estaba escribiendo el guion de las producciones finales del popular programa de televisión Casino de la Alegría, que se trasmitía todos los miércoles, por CMQ- TV y que dirigía artísticamente el bailarín y coreógrafo Alberto Alonso.
Hasta ese instante, Rubén había hecho muchísimas antesalas, demos, audiciones, entrevistas y otros muchos esfuerzos para tratar de presentarse en CMQ Televisión, el principal canal de televisión de Cuba fundado a finales de 1950, y todo había sido infructuoso. Por lo que cuando Eduardo Davidson, le comentó a Rubén de sus nuevos triunfos en CMQ, y que ahora sí podría ayudarlo a cantar en el canal, Rubén lo tomó como un sueño y no le dio importancia.
Pero de pronto, el sueño se hizo realidad, porque lo llamaron para cantar en una de esas producciones finales que hacía Davidson para el popular programa Casino de la Alegría, donde cantó tres canciones guajiras de salón de la autoría de Davidson, con la orquesta Sublime, junto a Zoilita Gómez (una cantante de música guajira amiga de Davidson) y en compañía de la estrella de ese programa, la gran bailarina Sonia Calero.
Ese programa le valió un contrato de exclusividad para actuar en CMQ radio y televisión, dándole la oportunidad de alternar con grandes figuras de la música cubana como los maestros Gonzalo Roig, Adolfo Guzmán, Rafael Somavilla, las cantantes Alba Marina, Olga Guillot, Celia Cruz, Benny Moré, Floriana Alba, Raquel Bardisa e Isidro Cámara, Los Rivero cuarteto vocal de Facundo Rivero, el cuarteto vocal las D’Aidas, dirigido por Aída Diestro, el trío Servando Díaz, Renée Barrios que cantaba a dúo con Nelia, etc. Todo lo mejor del espectáculo brillaba en CMQ.
Y gracias también a esa oportunidad que le dio Davidson, a principio de 1958 pudo hacer su primera grabación comercial, con el son montuno del propio Eduardo Davidson titulado «Al Cantío del Gallo», que apareció en la cara A de un sencillo de 45 rpm, acompañado por la orquesta Sublime y el coro de la misma, quienes grababan con la compañía disquera Panart (#45-2198-A).
Desde entonces, en que Davidson reapareció en la vida artística de Rubén, comenzó a encargarse de representarlo en su carrera, incluyendo la publicidad, aunque en la prensa apareció como agente teatral José M. Nieto. Anteriormente lo hacía un representante de artistas de apellidos Suárez Palma, con oficinas situada en la calle San Lázaro.

## Rubén Ríos primero en estrenar La Pachanga en el mundo
Después de esa grabación de «Al cantío del gallo», que le dio tanto éxito y satisfacción, Rubén continuó trabajando en centros nocturnos, pero de mayor categoría como en el Show de la Autopista Night Club, de la empresa del cabaret de Alturas de La Coronela de La Habana, que su propietario Julio Rederos lo había contratado como figura principal junto a las artistas de primera línea Paulina Álvarez y Nancy Álvarez presentando una producción titulada Arco Iris Musical con la vedette Sandra Haydee, George Dopico también vedette, los transformistas Omar Ferran y Rubén Val, con la animación de Gualterio Nuñez; en el Cabaret Panchín en 5.ª Avenida; en el Johnnie’s 88, a la entrada de Miramar acompañado por Candito Ruiz, y con el mismo maestro en el Hotel Sevilla, en Prado #255; en el Sierra Night Club, de la Vía Blanca, a la entrada de Luyanó; y cerca, en el mismo municipio, en el Alloy Night Club, de la calle Fábrica #7; en el Night and Day en la Avenida de Rancho Boyeros; en el Balneario Casino Deportivo en la calle Primera #608, Miramar; en el cabaret Las Vegas, en la calzada Infanta; más al sur el cabaret La Campana. Y por un fin de semana en el hotel Internacional de Varadero, del popular balneario cubano, ubicado a unos 140 kilómetros de La Habana.
Igualmente, en varios programas de CMQ-TV como Casino de la Alegría, Jueves de Partagás, Revista Regalías, El Álbum Phillips, Lunes de la Shell, que lo conducía Rosita Fornés y también participaba en programas de CMQ-Radio, presentándose una vez al mes en el programa Voces de Cuba bajo la dirección del Maestro Gonzalo Roig, y un programa matutino diario y en vivo, llamado Ocurrió así, acompañado por el grupo afrocubano de Alberto Zayas. Debido a la exclusividad del contrato no podía participar en otras emisoras.
En abril de 1959 se presenta en un homenaje a Eduardo Davidson en el show de televisión «De fiesta con los galanes», donde estuvo de invitada Ninón Sevilla, que estaba de visita en La Habana por unos días, aunque ella no actuó.
Para la celebración de la fecha patria del «20 de Mayo» de 1959, que se conmemora un aniversario de la instauración de la República de Cuba, el programa Casino de la Alegría trasmitido por CMQ, estaba preparando una programación especial con lo mejor de sus artistas.
Davidson decide que Rubén debía cantar con una nueva canción que todavía no había compuesto que, aunque tenía todo el programa cubierto, le abriría un espacio.
La madrugada del jueves, Davidson le toca en la puerta de la casa a Rubén, porque tenía en la mente una nueva idea para que pudiera presentase el domingo a cantar en la televisión. Davidson le cuenta que estaba basándose en una vieja tonada que la señora que planchaba en su casa de Baracoa siempre tarareaba cuando él era muy niño, y comenzó a cantar y tararear lo que se le ocurría, mientras con una libreta y un lápiz Rubén iba anotando la letra. Después de hacer varios cambios de palabras y frases comenzaron ambos a cantarla, y aprenderla, pues al no saber de música tenían que memorizar la melodía.
En cuanto amaneció se prepararon para ir a la calle Infanta, donde vivía Enriqueta Almanza Lanz que la llamaban cariñosamente «Quetica», (una excelente pianista acompañante, instrumentista y compositora que trabajaba en la radio). Por lo que Enriqueta Almanza fue la primera pianista en acompañar al cantante que estrenó la Pachanga y a su autor, y la primera en llevarla al pentagrama.
El maestro Leonardo Tímor, (el padre del trompetista del mismo nombre), quien vivía en la calle San Lázaro, muy cerca del Paseo del Prado conocido de Davidson de trabajar con Peermusic fue quien hizo el primer arreglo para orquesta. Pero cuando después le entregaron el arreglo al maestro Adolfo Guzmán, que era uno de los ‘repertoristas’ del canal, les dijo que había que hacer un arreglo nuevo, pues ese de Tímor era para una Jazz Band, pero la orquesta de CMQ dirigida por el maestro Enrique González Mántici tenía violines, arpa, y otros instrumentos que no son típicos de Jazz Band.
Por lo que el “play back” (música de fondo) del estreno de «La Pachanga» se grabó el 18 de mayo de 1959, con arreglos de Guzmán, y a los dos días, el domingo 20 de mayo de 1959, fue que se presentaron en el programa especial de televisión, haciendo Rubén el doblaje del estreno de «La Pachanga».
Tal fue el éxito de Rubén con la canción en ese programa de televisión que, la Panart Records de Ramón Sabat se volvió a interesar para grabarlo con La Pachanga, pero con el acompañamiento de la orquesta Sublime que era su orquesta contratada por la discográfica y con la que ya había grabado «Al cantío del gallo». Pero sorpresivamente, casi al momento de grabar, les dijeron que el director de la Orquesta Sublime, el flautista Melquiades Fundora, se negó a que Rubén Ríos fuera quien la cantara, sino que tenía que ser con Marco Perdomo el cantante oficial de su orquesta, y que Davidson le asignara otro número para que Rubén lo grabara. A lo que Davidson le dijo a Rubén que, aunque había escrito «La Pachanga» para él, le era necesario en esos momentos grabar lo que sea, la cuestión es que se siguiera conociendo más. Entonces le asignó un número de ritmo afro llamado «Ochiminí» que no era el estilo de Rubén, pero lo grabó por sugerencia de su autor y amigo. Según la dirección de Panart, no tenían presupuesto para contratar otra orquesta ni hacer un nuevo arreglo para un solo número, aunque confesaron, que con «El cantío del gallo», les había ido muy bien, pero la orquesta Sublime era la que tenía contrato con el sello disquero Panart que ya le había grabado anteriormente durante el furor del chachachá.
Por tanto, la Orquesta Sublime se puede adjudicar el logro de que ellos fueron los primeros en grabar «La Pachanga», no así los primeros en estrenarla. Ni siquiera su grabación original tiene el ritmo que la caracterizó, por algo ese disco de 45 rpm fue un fracaso, ya que se vendieron muy pocas copias.
Es que tampoco tenía el mismo sabor que le había dado Rubén Ríos en su estreno el 20 de mayo de 1959, lo que se demostró, al hacerlo acreedor de varios reconocimientos poco después como «Cantante Novel» con «La Pachanga» de Eduardo Davidson (que ganó en la categoría de autor), seleccionado por el Patronato de Cultura Holguinero patrocinado por el Diario Norte, Holguín, Oriente, y el programa Dentro del Ambiente, animado por Cornelio Batista Almaguer. Por el que viajó a la ciudad de Holguín a finales de mayo de 1960 para recibir el premio, siendo entrevistado por Orlando Almanza en el Club Casana (sin ñ), Holguín, Cuba, trasmitido por CMKO, Radio ANGU, el 28 de mayo de 1960.
Un poco antes había sido reconocido como “Cantante Folclórico del Año 1959” nombrado por el periódico Combate.
«Al cantío del gallo» y «Ochimini», son las únicas grabaciones de Rubén Ríos con la Orquesta Sublime con Panart en Cuba, que fueron utilizadas por el sello disquero en otras reproducciones discográficas.

## Primera grabación de La Pachanga de Rubén Ríos
Un poco tiempo después, Davidson le dijo a Rubén que había contactado otra compañía disquera llamada Sonotone, que sus directores Enrique Beltrán y Manolo Matos, estaban interesados en grabarlo. Ese sello discográfico había grabado con mucho éxito a grandes artistas de renombre internacional como Bola de Nieve; a Enrique Herrera, (cantante que trabajaba en ese momento en el Cabaret Tropicana); a la llamada «Reina del Filin» Doris de la Torre; a «El Rey del Rock en Cuba» Luisito Bravo; y otros.
Rubén estaba renuente a regrabar «La Pachanga» argumentando que había fracasado la primera que hizo la Sublime, pero Davidson lo convence de que era como los modistos, que ese fracaso se debió a que él no había diseñado ese tema para la Sublime, sino que era un traje a la medida hecho para él. Enfatizándole: «Tú eres la Pachanga». Y así, sin muchos deseos Rubén graba su versión de «La Pachanga» para la compañía Sonotone.
Primero se saca un sencillo con dos canciones en 45 rpm, «Pancho Calma» y «La Pachanga» grabados en los estudios de Radio Progreso, en la calle Infanta de La Habana. Porque Sonotone no podía gastar mucho dinero en una orquesta completa y pagar a todos los músicos, teniendo en cuenta que comercialmente Rubén era aun prácticamente un desconocido, por eso determinaron que esta grabación iba a ser solo un sencillo de prueba.
Y le encargan la dirección a Ramón García Caturla y le piden que escogiera algunos músicos de su banda para formar un combo, (un grupo más pequeño que una orquesta). El combo estaba integrado por su tío Genaro en la tumbadora, y sus hermanas, Sofía al piano, y Lourdes como bajista (ambas integrantes de la Orquesta Anacaona) y Ramón quien también era bajista, como director del combo, además estaría Regla Teresa García Caturla, más conocida por Teté Caturla una extraordinaria sonera y también percusionista que había aprendido con su hermana Sofía recién llegada de una gira por Brasil, un concepto nuevo de un ritmo que había aprendido allí. Y Teté lo sugiere para incluirlo en la grabación de «La Pachanga».
Este dato, que ha sido omitido en casi todas las historias sobre el ritmo pachanga, está confirmado en entrevista exclusiva efectuada en La Habana el 3 de abril de 2018, por la autora, periodista e investigadora Rosa Marquetti a Teté García Caturla y a su sobrino Fabián García Caturla, testigos de la grabación de Rubén Ríos de «La Pachanga» de Davidson.
La innovación de Teté hizo posible que «La Pachanga» interpretada por Rubén Ríos tuviese un sonido rítmico diferente a todo lo que se había escuchado hasta ese momento, incluso el día del estreno por Rubén Ríos en CMQ-TV.
Es que «La Pachanga» original que se estrenó ese 20 de mayo de 1959 tenía un ritmo movido como de guaracha cubana, el mismo que utilizaron para la grabación original que hiciera la orquesta Sublime y que no tuvo buenos resultados, no así la grabación de Rubén Ríos para Sonotone en Radio Progreso, donde surgió la idea de Teté García Caturla, y lo que hizo más peculiar ese nuevo ritmo, fue que ella lo tocaba sobre cajones de madera, probablemente de cervezas, y así conseguía un sonido más distintivo.
La compañía Sonotone decidió darle el primer tema promocional titulado «Pancho calma» a Radio Cadena Habana, cito en la calle Barcelona esquina a Prado. Y rápidamente se colocó en los primeros lugares del ‘hit parade’ de su emisora.
Cuando la gerencia de Radio Progreso se entera, ellos que tenían la grabación original y que estaba en competencia con Radio Cadena Habana, comenzaron a radiar «La Pachanga», y como era una planta más potente y más popular, es cuando se desborda en llamadas y cartas pidiendo la canción, no solo en La Habana, también en Matanzas, y después por toda la isla de este a oeste, principalmente Holguín, donde Rubén tuvo que presentarse dos veces en el Club Casana.
Los radioyentes llamaban y escribían a las emisoras para pedir ambas canciones de Rubén Ríos. Así que los dueños de Sonotone le pidieron a Davidson que era hora de que Rubén grabara un disco completo con doce títulos de su autoría.

## Grabación del primer LP de Rubén Ríos
Para la grabación del primer LP también fueron a los estudios de Radio Progreso. En esta ocasión el maestro Humberto Suárez dirigió la orquesta completa en varios temas, como: La renuncia (donde el mismo Humberto Suárez lo acompaña al órgano); Las horas íntimas, Carta a un corazón, Al cantío del gallo, El agua de Belén y El hombre insuperable. 
Las voces del coro fueron hechas por Los Tropicuba, sin La Lupe que ya se había separado de Eulogio Reyes, y el nuevo trío lo componía él, con Tina y Olguita, que también era pianista, además de Alberto Morgan y Rosita Centrich (casada con el maestro José Centrich y conocida después como Zita Del Real), fueron las cinco voces.
Grabando la otra parte del disco los temas La Pachanga, Pancho calma, La niña traviesa, Lola Catula, La viuda del muerto, y El Pachanguero, acompañado por una orquesta dirigida por Ramón García Caturla, que junto a Teté, la innovadora del toque final del ritmo Pachanga, hicieron posible que traspasara fronteras.
Por lo que el éxito con «La Pachanga» de Rubén fue inmediato, contribuyendo su estilo «pachanguero» que cautivó al público y comenzaron a vender su disco al por mayor. No solo fue un hit nacional, ya que se internacionalizó junto a otros temas que cantó Rubén Ríos, un total de doce, todos de la autoría de Eduardo Davidson, que el pianista José Centrich hizo casi todos los arreglos, utilizando las innovaciones que sugiriera Teté García Caturla, que fue la que introdujo por primera vez el sonido característico de «La Pachanga» en el disco de Rubén Ríos que por eso muchos han dicho que sonaba a un ritmo con aire de merengue dominicano, pero fusionado con el son oriental.
En la carátula del disco no le dan crédito a los participantes de esta grabación que fueron en parte los progenitores del nuevo ritmo, y aparecieron muchos en el exterior que se adueñaron de la creación, y hasta 2018 ha seguido siendo ignorada la innovación de Teté Caturla, igual que pretendieron hacer con Rubén Ríos, que no por gusto fue llamado “Míster Pachanga”. El mismo Rubén ha asegurado que de no ser por Teté García Caturla «La Pachanga» hubiera vuelto a pasar inadvertida, como sucedió con la primera grabación de la Orquesta Sublime.

## La prensa destaca los éxitos de Rubén Ríos con La Pachanga
Gracias a este suceso comenzaron a contratar a Rubén Ríos para los mejores centros de espectáculos y entretenimientos, y al mismo tiempo la prensa destacaba sus actuaciones y el éxito obtenido con «La Pachanga».
Fue muy elogiado por Nancy Robinson Calvet, una de las periodistas culturales más sobresalientes de la época que destacó:
«Rubén llega a la televisión y con su fibra artística y espontaneidad, llama la atención desde su primera presentación. La música de Davidson es una fiel compañera en el repertorio de Rubén, a tal punto que podemos decir que Ríos no podría encontrar mejor compositor ni Davidson mejor intérprete. (…) Todos los sábados nos hemos hecho el compromiso de sintonizar CMQ a las 10:40 y no porque los sucesos de policías sean de nuestro agrado, sino porque el mismo muchacho delgado y jacarandoso (como dijimos alguna vez) celebrado intérprete de ‘Al cantío del gallo’, ‘La Pachanga’, ‘Horas íntimas’ y que actualmente contribuye al mayor éxito de las revistas que presenta el cabaret Autopista Club, ha llevado el popularísimo guaguancó toda la dinámica de su arte y de su juventud. Al hablar de Rubén Ríos no podemos olvidar el comercial muy comentado. El sabor de Rubén, como canta Rubén, como baila Rubén... Rubén... es diferente».
Y también llevó «La Pachanga» en persona a Matanzas donde era un ídolo y cantó en Las Cuevas de Bellamar, con lleno total. Y de ahí lo llevaron rápidamente esa misma noche para actuar en el Teatro Sauto, donde estaba presentándose Teté Machado.
Entonces en agosto de 1960 la revista de farándula cubana Show publicó que «Rubén Ríos, intérprete máximo de La Pachanga» (…) «Rubén Ríos, cantante y bailarín, intérprete favorito de La Pachanga» (…) «Rubén Ríos máximo intérprete de La Pachanga», en una página que titulaban «Personalidades de fama internacional aplauden a GIGI AMBAR en el Auto Pista».
Debajo de una de las fotos de la página 35 se destaca: «Las noches del Auto Pista Club desde que Gigi Ámbar actúa se pueden calificar como de “noches de celebridades”. No hay personalidad de valía dentro de la farándula nacional e internacional que no reserve su mesa para saturarse del arte exquisito de la gran vedette cubana. En la foto: Gigi canta junto a Ninón Sevilla, la super-estrella cubana del cine mexicano. Detrás de Ninón, Eduardo Davidson, el popular creador del ritmo de moda “La Pachanga”, siguiéndole Humberto Bravo, astro de los directores y productores de la televisión en América y Rubén Ríos, cantante y bailarín, intérprete favorito de La Pachanga».
Aunque Rubén había terminado su contrato allí, siempre iba a saludar a su dueño Julio, y a apoyar a sus colegas artistas. En esa oportunidad volvió con Ninón Sevilla que estaba de visita en Cuba y ya regresaba a México. Coincidiendo que pocos días después, él sale de Cuba sin pensar que nunca más regresaría y es ella quien lo invita a México y lo hospeda en su casa.

## Últimas presentaciones en Cuba
Su última actuación en Cuba en centros nocturnos fue en el Cabaret Sierra, que su dueño Ángel Maseda lo volvió a contratar después de que «La Pachanga» interpretada por Rubén se hiciera tan famosa.
Y la última en un teatro de Cuba fue en el más grande de La Habana, el Teatro Blanquita (rebautizado en varias oportunidades como Chaplin, Karl Marx) en diciembre de 1959 en un concierto despedida del Maestro Ernesto Lecuona que salió definitivamente de Cuba el 6 de enero de 1960 (por mar desde La Habana a Miami, domiciliándose en Tampa), actuando junto a Xiomara Alfaro, Esther Borjas, Estelita Santaló, Floriana Alba, María de los Ángeles Santana, y Héctor Fernández, con una producción donde participaron 40 bailarines y vedettes.
En abril de 1960 participa en el «Festival del mes de Abril de la Beneficencia», en el Parque de la INIT, donde actuó junto a Bola de Nieve y otros artistas exclusivos del sello discográfico Sonotone, evento reseñado el 1 de mayo de 1960 en el Diario de la Marina.

## Llegada a México
A pesar de todos los éxitos obtenidos en tan poco tiempo, Rubén decide irse de Cuba, sin pensar que sería definitivo. Llega a México el 10 de agosto de 1960, aprovechando una invitación de Ninón Sevilla, artista cubana que se destacó en el cine mexicano en las películas de rumberas, que había conocido en La Habana, en una de sus visitas a Cuba, como cuando filmó la película «Yambaó», y muy especialmente cuando ya Rubén se encontraba en el ojo de la popularidad, por el éxito arrollador de «La Pachanga».

## Origen de su apodo “Míster Pachanga”
Rubén Ríos es reconocido como “Míster Pachanga”. Como antecedente tenemos que el mismo creador de «La Pachanga», el compositor Eduardo Davidson le dijo en una ocasión «Tú eres la Pachanga», fue cuando Rubén se negaba a regrabar la canción después del rotundo fracaso que había tenido la orquesta Sublime, que casi no vendió copias del tema.
El primer apodo que le dio la prensa de Cuba a Rubén Ríos fue «La Voz Antillana». Cuando Rubén sale de Cuba vía México (agosto, 1960) y Eduardo Davidson triunfó en el mundo entero con su música, que «La Pachanga era universal», Rubén se presenta en Estados Unidos con el show de Tropicana dirigido artísticamente por Rodney, allí es anunciado como el «Rey de la Pachanga», aunque en esos momentos en New York Johnny Pacheco se estaba atribuyendo que era el autor e inventor del ritmo, lo mismo Arsenio Rodríguez que José Fajardo.
El 17 de abril de 1961 llega Rubén a Miami y ahí se queda residiendo y trabajando en los centros nocturnos, es donde comienzan a presentarlo como “Míster Pachanga”, secundado por la prensa.
En aquellos años en Italia y Japón «La Pachanga» que se escuchaba era la de Rubén Ríos. Desde Japón venían al Sloppy Joe’s de Miami a ver a Rubén cuando estaba trabajando en ese lugar, y todos le llamaban “Míster Pachanga”. Desde entonces siempre ha sido reconocido de esta manera.

## Primacías
•Primer artista del género masculino en cantar y bailar al unísono cuando en Cuba solo lo hacían las mujeres.
•Fue el primer cantante que interpretó en público una canción del compositor Eduardo Davidson.
•Primer artista representado por Eduardo Davidson.
•Primero en el mundo en cantar la Pachanga, ritmo musical escrito para él de manos de su autor Eduardo Davidson el 20 de mayo de 1959.